# 괴인 드라큐라
《괴인 드라큐라》(영어: Dracula), 또는 《드라큐라》, 《드라큘라의 공포》(Horror of Dracula)는 1958년 영국의 공포 영화로, 브램 스토커의 소설 《드라큘라》를 원작으로 한 작품이다. 영국 해머 영화사에서 처음으로 제작한 드라큘라 영화이며 크게 흥행하여 이후 속편이 계속해서 만들어졌다. 테런스 피셔가 감독을 맡고 지미 생스터가 각본을 썼으며, 크리스토퍼 리가 드라큘라 백작 역을, 피터 쿠싱이 흡혈귀 퇴치사 반 헬싱 역을 맡았다. 그리고 마이클 고프, 멀리사 스트리블링이 조너선 하커, 미나 하커 역을 맡았다.

## 출연진
- 크리스토퍼 리 - 드라큘라 백작
- 피터 쿠싱 - 에이브러햄 반 헬싱
- 마이클 고프 - 아서 홈우드
- 멀리사 스트리블링 - 미나 홈우드
- 캐럴 마시 - 루시 홈우드
- 존 밴에이슨 - 조너선 하커
- 재니나 페이 - 태니아
- 찰스 로이드팩 - 존 수어드
- 조지 메릿 - 경찰관
- 조지 우드브리지 - 지주
- 조지 벤슨 - 관리
- 마일스 맬리슨 - 장의사
- 제프리 베일던 - 짐꾼
- 올가 디키 - 게르다
- 바버라 아처 - 잉가
- 밸러리 곤트 - 드라큘라의 신부

원작 소설에서 드라큘라 백작과 반 헬싱 박사의 대결이 주가 되었고, 미나, 루시, 조너선의 활약은 대체로 축소되었다. 또 미나 하커는 조너선 대신 아서 홈우드와 결혼하여 이름이 '미나 홈우드'이다.

## 같이 보기
- 미이라 (1959년 영화)